# Toshiki Hirao
Toshiki Hirao (japanisch 平尾 駿輝 Hirao Toshiki; * 12. August 2003 in der Präfektur Osaka) ist ein japanischer Fußballspieler.

## Karriere
Toshiki Hirao erlernte das Fußballspielen in der Schulmannschaft der Riseisha High School. Seinen ersten Vertrag unterschrieb er am 1. Februar 2022 bei Kataller Toyama. Der Verein aus Toyama spielte in der dritten Liga, der J3 League. In seiner ersten Saison kam er nicht zum Einsatz. Sein Drittligadebüt gab er am 14. Mai 2023 (10. Spieltag) im Heimspiel gegen den Fukushima United FC. Bei dem 1:0-Erfolg stand er in der Startelf und spielte die kompletten 90 Minuten. 2023 bestritt er zwei Ligaspiele sowie in Pokalspiel. Am Ende der Saison 2024 belegte er mit dem Verein den dritten Platz und qualifizierte sich für die Aufstiegsspiele. Hier spielte man im Finale gegen Matsumoto Yamaga 2:2-Unentschieden. Da Katallar in der regulären Spielzeit den dritten Platz belegte, stieg man in die zweite Liga auf.